# Paul Dislère
Paul Dislère, né à Douai le 1er décembre 1840, mort le 6 avril 1928, est un polytechnicien français, fils d'Augustin Félix Joseph Dislère et de Sophie Augustine Thérèse Vanhacken. Il est décédé à Paris, à la suite d'un accident de la circulation en avril 1928. Polytechnicien (promotion 1859), ingénieur naval et grand administrateur français, maître des requêtes, conseiller d'État, président de section des Finances puis de l'Intérieur et du Culte au Conseil d'État, il est le rédacteur de la loi de séparation de l'Église et de l'État. Il est président de section honoraire du Conseil d'État le 1er octobre 1911.

## Carrière et présidences
Élève à l'École polytechnique le 28 octobre 1859, puis à l'école du Génie maritime le 1er octobre 1861, il est nommé le 1er juin 1863 sous-ingénieur naval de 3e classe au ministère de la Marine jusqu'au 1er janvier 1888, date à laquelle il est admis à la retraite comme ingénieur naval de 1re classe.
Au Conseil d'État : Le 13 juillet 1879 : maître des requêtes ; le 20 décembre 1881 : conseiller d'État ; le 12 septembre 1898 : président de Section de l'Intérieur ; le 31 octobre 1911 : président de Section honoraire.
De 1868 à 1871, il dirige l’arsenal de Saïgon. Comme ingénieur naval, il fait les campagnes du Mexique et de Cochinchine.
L’artillerie n’ayant pas encore atteint une efficacité suffisante dans les premières décennies du XIXe siècle lors du passage de la galère au vaisseau il préconise, en 1876, l’éperonnage pour perforer les cuirasses des navires.
Le 9 août 1882, il est nommé directeur des Colonies au ministère de la Marine et des Colonies, fonction qu'il occupe jusqu'au 28 septembre 1883.
Le 6 mars 1886, il est nommé président de la commission de classement pour organiser l'application de la loi sur la relégation des récidivistes.
Le 7 avril 1887, il est président de la commission de liquidation de la Caisse des retraites de l'Opéra.
Le 28 février 1888, il est nommé vice-président du conseil d'administration de l'École coloniale.
Le 28 octobre 1888, il est nommé président de la commission relative à la limite de charge des navires de commerce.
En 1889, il est nommé président du conseil d’administration de l’École coloniale. Il le restera pendant 35 ans (jusqu'à sa mort à l'âge de 88 ans). L’École coloniale est créée sur décision de Félix Faure, sous-secrétaire d'État aux colonies, pour en faire une grande école d'administration couvrant toute la France d'outre-mer.
Le 18 mai 1889, il devient président de la commission de réorganisation du service pénitentiaire aux colonies.
En 1889, il est nommé président de la commission chargée de préparer la loi sur la Marine marchande.
Le 12 décembre 1889, il devient vice-président de la commission chargée d'étudier l'application de la loi du 12 juillet 1889 aux troupes coloniales.
En 1891, il préside la commission chargée d'examiner les modifications à la comptabilité du Ministère de la Guerre.
Le 28 février 1891, conseiller d'État en service extraordinaire, il est nommé commissaire du Gouvernement dans la discussion du Tarif général des douanes et directeur du Commerce extérieur au ministère du Commerce jusqu'au 5 avril 1892.
En 1896, il devient président de la commission d'enquête de la colonie de Kong, président du Comité des Contentieux des Colonies et du Conseil d'Administration de l'École Coloniale. 
En 1896, il est élu président de l’Association française pour l'avancement des sciences.
De 1898 à 1910, il est président de la section de l’intérieur au Conseil d'État.
En 1899, il est président de la commission de gestion de la caisse de retraite de l'Opéra comique.
Le 20 décembre 1899, il est nommé vice-président de la commission d'étude des moyens pratiques de combattre la propagation de la tuberculose.
En 1900, il est délégué des départements des Affaires étrangères et des Colonies à l'Exposition universelle de 1900.
Le 17 février 1903, président du Conseil de l'ordre de la Caisse des recherches scientifiques.
Le 18 juillet 1903, président de la commission chargée d'une étude sur la police des mœurs.
En 1903, il préside également la commission chargée de préparer un projet d'organisation de pensions pour la Comédie-Française.
Le 2 mars 1909, président de la commission relative aux achats de combustibles pour la Marine.
En 1909, président de la Commission chargée d'étudier la réorganisation des eaux de Versailles; Président de la sous-commission des monuments historiques.
Le 27 décembre 1910, président de la commission de réforme du régime des Palmes académiques.
Le 21 février 1911, vice-président de la commission relatives aux mesures à prendre à l'égard des immigrants pour protéger la santé publique.
En 1911, il est nommé 1er vice-président du conseil d'administration de l'Institut de paléontologie humaine.

## Distinctions
- 30 décembre 1869 : Chevalier de la Légion d'honneur.
- Juillet 1878 : Officier de la Légion d'honneur.
- 10 juillet 1887 : Commandeur de la Légion d'honneur.
- 3 août 1897 : Grand Officier de la Légion d'honneur.
- 31 octobre 1911 :  Grand-croix de la Légion d'honneur.

Membre du Conseil de l'Ordre de la Légion d'honneur.

## Anecdotes
Le centre de documentation de l'Institut international d'administration publique, situé avenue de l'Observatoire (75006 Paris) comme les anciens locaux de l’École coloniale, signale que Paul Dislère a fait partie des rédacteurs de la loi de séparation des Églises et de l'État.
Le 28 janvier 1928, Paul Dislère, en tant que président de la sous-commission des Monuments historiques, convoquée pour délibérer sur le classement définitif du site archéologique de Glozel auprès du ministère des Beaux-Arts, et en tant que président de l'Institut de paléontologie, déclare que toute l'« affaire de Glozel » lui paraît une « supercherie ». Les trois analyses au carbone 14 exécutées à Oxford en 1984, 56 ans plus tard, lui donneront raison.
Paul Dislère décède des suites d'un accident de la circulation, renversé par un fiacre en se rendant à son domicile avenue de l'Opéra, en avril 1928.

## Ouvrages
- La Guerre d’escadre et la guerre de côtes, Paris, Gauthier-Villars, 1876, p. 163
- Ministère de l'Intérieur. Application de la loi du 27 mai 1885 sur la relégation des récidivistes. Rapports annuels par M. Paul Dislère, 1886-1887-1888, Melun, Impr. administrative, 1889, 99 p.
- Les Devoirs des maires en cas de mobilisation générale, Nouv. éd., Paris, Dupont, (1913)
- Les Pensions militaires en France et à l'étranger, Éditions Elibron Classics 1881 ou Éditions Berger-Levrault et Cie, Paris, 1881 ; réédition éditions Adegi Graphics LLC 1999, 2010 et 2011.